# Platanthera micrantha
Platanthera micrantha — вид трав'янистих рослин з родини орхідні (Orchidaceae), ендемік Азорських островів.

## Опис

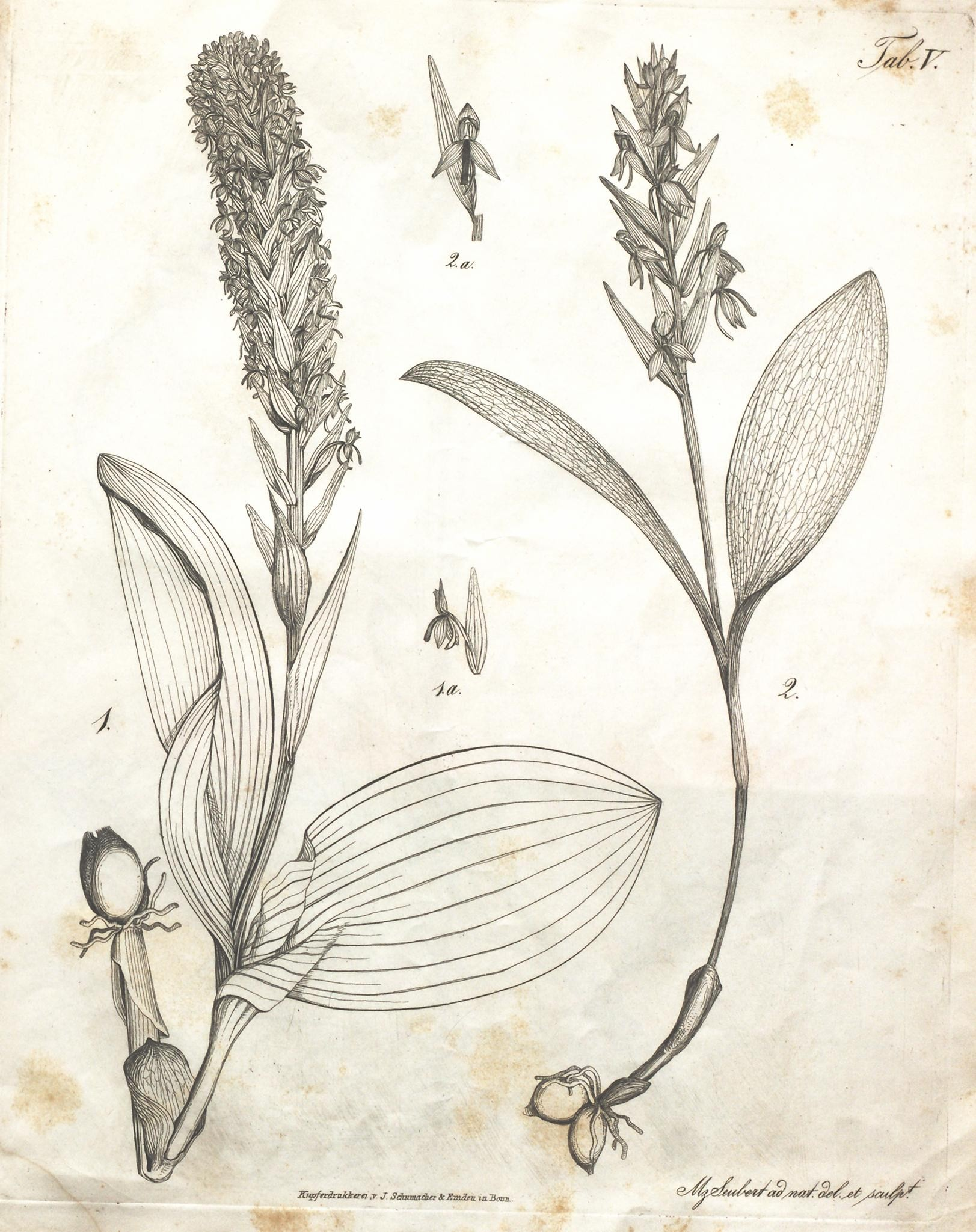
1. Platanthera micrantha

Є 2 яйцевидно-еліпсоїдні бульби. Рослина заввишки 20–50 см. Найнижчі 2 листки 6–15(17) x 2–6.5 см, від ланцетних з гострішим кінцем при основі до еліптичних, зазвичай один листок виразно вище іншого, але рідко вони супротивні; над ними 2–6 значно меншого листя, які переходять у приквітки. Колос 8–13 см; квіти зелені. Зовнішні сегменти квітів 2–4 мм. Центральна пелюстка 2–4 мм, від вузько-довгастої до довгасто-еліптичної, горизонтальна. Шпорець 2.5–8 мм, тупий, 1/3–4/5 від довжини зав'язі.

## Поширення
Ендемік Азорських островів (де зростає на всіх островах.).
Населяє гірські луки.

## Загрози та охорона
Місця існування Platanthera micrantha були радикально зменшені в минулому, а помірні ялівцеві ліси все ще руйнуються для створення пасовищ та будівництва нових доріг у центральних регіонах островів. У низькогірні ареали на всіх островах швидко вторглися в екзотичні рослинні види. Подальші загрози становлять обезліснення, туризм та збір рослин.
Всі види орхідей включені до Додатку В до Конвенції про міжнародну торгівлю видами дикої фауни та флори, що перебувають під загрозою зникнення.